# Le Plessis-Grimoult
Le Plessis-Grimoult és un municipi francès situat al departament de Calvados i a la regió de Normandia. L'any 2007 tenia 351 habitants.

## Demografia

### Població
El 2007 la població de fet de Le Plessis-Grimoult era de 351 persones. Hi havia 128 famílies de les quals 36 eren unipersonals (24 homes vivint sols i 12 dones vivint soles), 40 parelles sense fills i 52 parelles amb fills.
La població ha evolucionat segons el següent gràfic:
Habitants censats

### Habitatges
El 2007 hi havia 159 habitatges, 134 eren l'habitatge principal de la família, 7 eren segones residències i 18 estaven desocupats. Tots els 159 habitatges eren cases. Dels 134 habitatges principals, 94 estaven ocupats pels seus propietaris, 34 estaven llogats i ocupats pels llogaters i 6 estaven cedits a títol gratuït; 1 tenia una cambra, 12 en tenien dues, 23 en tenien tres, 35 en tenien quatre i 63 en tenien cinc o més. 103 habitatges disposaven pel capbaix d'una plaça de pàrquing. A 66 habitatges hi havia un automòbil i a 60 n'hi havia dos o més.

### Piràmide de població
La piràmide de població per edats i sexe el 2009 era:
| Homes | Edats   | Dones |
| ----- | ------- | ----- |
| 0     | 95 o +  | 0     |
| 0     | 90 a 94 | 0     |
| 0     | 85 a 89 | 4     |
| 4     | 80 a 84 | 0     |
| 0     | 75 a 79 | 8     |
| 12    | 70 a 74 | 16    |
| 8     | 65 a 69 | 16    |
| 8     | 60 a 64 | 4     |
| 8     | 55 a 59 | 4     |
| 8     | 50 a 54 | 8     |
| 12    | 45 a 49 | 16    |
| 16    | 40 a 44 | 16    |
| 8     | 35 a 39 | 12    |
| 8     | 30 a 34 | 12    |
| 8     | 25 a 29 | 0     |
| 8     | 20 a 24 | 0     |
| 24    | 15 a 19 | 28    |
| 12    | 10 a 14 | 4     |
| 4     | 5 a 9   | 4     |
| 8     | 0 a 4   | 8     |

## Economia
El 2007 la població en edat de treballar era de 217 persones, 151 eren actives i 66 eren inactives. De les 151 persones actives 133 estaven ocupades (78 homes i 55 dones) i 17 estaven aturades (9 homes i 8 dones). De les 66 persones inactives 21 estaven jubilades, 22 estaven estudiant i 23 estaven classificades com a «altres inactius».

### Ingressos
El 2009 a Le Plessis-Grimoult hi havia 130 unitats fiscals que integraven 332 persones, la mediana anual d'ingressos fiscals per persona era de 13.669,5 €.

### Activitats econòmiques
Dels 11 establiments que hi havia el 2007, 1 era d'una empresa extractiva, 5 d'empreses de construcció, 2 d'empreses de comerç i reparació d'automòbils, 1 d'una empresa d'informació i comunicació, 1 d'una empresa immobiliària i 1 d'una entitat de l'administració pública.
Dels 3 establiments de servei als particulars que hi havia el 2009, 1 era un guixaire pintor, 1 fusteria i 1 lampisteria.
L'any 2000 a Le Plessis-Grimoult hi havia 20 explotacions agrícoles que ocupaven un total de 912 hectàrees.

## Equipaments sanitaris i escolars
El 2009 hi havia una escola elemental integrada dins d'un grup escolar amb les comunes properes formant una escola dispersa.

## Poblacions més properes
El següent diagrama mostra les poblacions més properes.